# 加藤重正
加藤 重正（かとう しげまさ、天正3年〈1575年〉 - 正保2年6月22日〈1645年8月13日〉）は、江戸時代前期の武士。旗本。通称は勘助。徳川家康、徳川秀忠、徳川家光に仕えた。父は加藤重常。子に娘（大森好長の妻）、養子に加藤重長（大森好長の二男）、加藤正利がいる。兄弟に、加藤正光、加藤重勝、加藤忠重がおり、分家している。

## 生涯
加藤勘助重正は、馬術家として知られる。流祖上田重秀(馬術家）より上田流馬術を伝授された。天正5年（1577年）より徳川家康、元和2年〈1616年〉より2代将軍徳川秀忠に仕え、知行400石を賜る。重正は徳川秀忠に馬上太刀打ちのことを言上して御馬を預けられ、有名になった（これについては、3代将軍徳川家光にに言上したという別の記述もある）。元和9年〈1623年〉、秀忠が上洛したとき、供奉した。秀忠死後、寛永10年〈1633年〉、銕炮（鉄砲）同心30人を預けられ、布衣を着用することを許された。寛永11年〈1634年〉、新恩500石を賜り、甲斐国、武蔵国にあわせて知行900石となる。正保2年（1645年）6月22日に死去。享年71歳。小石川小日向台町の清巌寺に葬られた。その後、清巌寺は代々加藤家の葬地となり、これをもって重正を開基としたという。
なお、清巌寺は、大正11年（1922年）、東京市都市計画道路拡張のため、市外西巣鴨町字庚申塚（現在の豊島区西巣鴨4丁目）に移転している。現在の清巌寺に重正の戒名を刻した石塔が現存する。「清巌寺一便宗見大居士」と読める。福生市にある清岩院(清巌院）にも、中興開基として、加藤勘助重正の法名「清巌院殿一便宗見大居士」が伝わる。